# Liste der Ratssekretäre der Hansestadt Lübeck

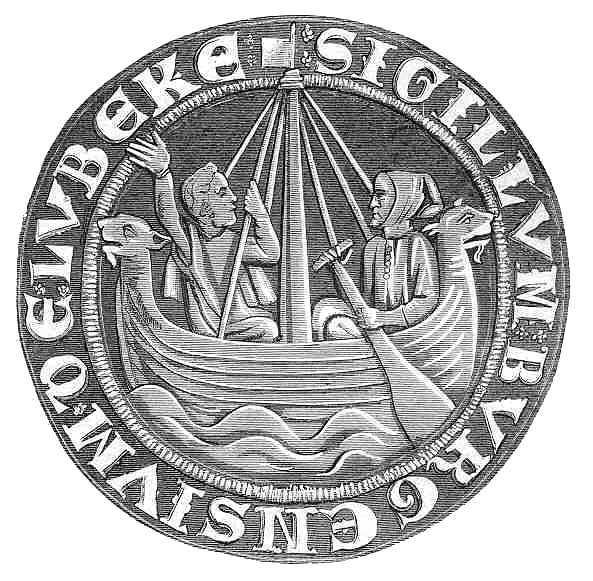
Lübecker Stadtsiegel

Die Lübecker Ratssekretäre sind nicht zu verwechseln mit den Lübecker Syndici. Den Lübecker Ratssekretären oblag als Stadtschreibern seit 1242 mit Henricus de Brunsvic nachweislich die Führung der Geschäfte der Kanzlei des Rates. Sie waren, wie die Syndici, ebenfalls ausgebildete Juristen. Der erste Ratssekretär wurde in Lübeck in Anlehnung an den kaiserlichen wie vatikanischen Sprachgebrauch jeweils Protonotar genannt und war bereits 1361 als amtsältester Ratssekretär im Status notarius noster senior herausgehoben. Die Ratssekretäre führten das Ober- und Niederstadtbuch. Einige von ihnen gehören zu den bedeutenden Chronisten der Stadtgeschichte. Aus dem Amt des Registrators der Kanzlei entstand seit dem 16. Jahrhundert die Stelle des 3. (jüngsten) Ratssekretärs, der ab 1809 amtlich auch als Stadtarchivar bezeichnet wurde. Diesem oblag auch die Verantwortung für die Trese in der Lübecker Marienkirche. Ratssekretäre gab es in Lübeck bis zur Verfassungsänderung 1851, die Liste richtet sich bis 1851 nach der Arbeit von Friedrich Bruns.

## Liste

### Mittelalter bis zur Reformation in Lübeck
| Name und Lebensdaten                         | Studium                   | Bestellung         | Besonderheiten und Anmerkungen | Abbildung |
| Henricus de Brunsvic († nach 1259)           |                           | 1242–1259          | Erster belegter Ratssekretär Lübecks |           |
| Alexander († vor 1284)                       |                           | 1258–1277          | |           |
| Ludolfus de Samecowe                         |                           | 1268               | nur als Vater von Johannes de Samekowe bezeugt |           |
| Hinricus de Wittenborne († 1289 oder später) |                           | 1270–1289          | 1270 auf Lebenszeit bestellt |           |
| Johannes de Samekowe († 1322)                |                           | 1268–1313          | Sohn seines Vorgängers Ludolfus de Samecowe; 1314 Ratsherr |           |
| Alexander Huno († 1325)                      |                           | 1284–1317          | 1318 Ratsherr, Chronist, Verfasser der Lübischen Annalen |           |
| Hinricus de Molne († vor 1293)               |                           | vor 1290           | 1290 nicht mehr im Amt |           |
| Luderus de Rameslo († nach 1317)             |                           | 1295–1298          | Priester, 1297/98 Gesandter in Riga |           |
| Johannes Ruffus († 1349 oder später)         | Orléans                   | 1307–1349          | Lübecker Chronist, Verfasser der lübischen Stadeschronik |           |
| Gherardus sacerdos (wohl † 1337)             |                           | 1316–1336          | |           |
| Hinricus notarius (wohl † 1350)              |                           | 1329–1350          | |           |
| Johannes de Sternberghe (nach † 1345)        |                           | 1334–1345          | |           |
| Johannes Dannenberg († 1372)                 |                           | 1338–1372          | |           |
| Nicholaus Magnus (nach † 1346)               |                           | 1339–1346          | |           |
| Hinricus Swerk (nach † 1350)                 |                           | 1346–1350          | Bruder des Wismarer Stadtschreibers Nicolaus Swerk |           |
| Hermannus de Caminata (nach † 1346)          |                           | 1346               | |           |
| Martinus de Golnow († 1372)                  |                           | 1350–1363          | auch Scholasticus des Schweriner Domkapitels, anschließend Pfarrer in Wismar                                                                                               |           |
| Gherardus Radeymyn († 1363 oder 1364)        |                           | 1353–1364          | Neffe des Ratssekretärs Johannes Dannenberg. |           |
| Johannes Vritze († 1408)                     | wohl Prag                 | 1362–1386          | Sp. Domherr in Hamburg. 1408 Stifter der beiden Lekturen am Hamburger Dom.                                                                                                 |           |
| Jacobus de Cynnendorp                        |                           | 1365–1376          | |           |
| Albert Rodenborch († 1421 oder später)       | Prag                      | 1377–1385          | Bakkalaureus. Gesandter in Flandern. Später Domherr in Lübeck. Grabplatte als (extrem abgetretene) Bodengrabplatte hinter dem Hochaltarbereich des Lübecker Doms erhalten. |           |
| Johann van der Haven                         |                           | 1379–1395          | |           |
| Gotfridus van der Krempen                    | Universitätsnotar in Prag | 1384–1407          | Lübecker Domherr. Frühere Grabplatte im Lübecker Dom ist dokumentiert. |           |
| Gherlacus de Bremis                          | Prag                      | 1394–1408          | Schied kurz nach der Vertreibung der Alten Rates und Einsetzung des Neuen Rates 1408 aus dem Amt.                                                                          |           |
| Hinricus de Vredelant                        | Prag                      | 1396–1408 und 1418 | lehrte zuvor Politik an der Universität Prag. Zäsur während der Zeit des Neuen Rates                                                                                       |           |
| Paulus Oldenborch                            |                           | 1408–1436          | 1418 Protonotar |           |
| Borchardus de Osta                           | Erfurt Bologna            | 1408–1412          | 1416–1443 Domherr in Lübeck. |           |
| Dietrich Zukow († 1442)                      | Prag                      | 1410–1416          | Sp. Rektor der Universität Rostock; 1432 Syndicus der Hansestadt Lübeck |           |
| Johannes Voß († nach 1432)                   | Erfurt                    | 1414–1418          | Protonotar. Vorher Rektor der Universität Erfurt, sp. Rektor der Universität Rostock                                                                                       |           |
| Hermannus vam Hagen                          | ./.                       | 1417–1449          | |           |
| Johann Hertze († 1476)                       | Rostock                   | 1436–1454          | 1436 Protonotar, Amtsniederlegung 1454. 1460–1476 Ratsherr in Lübeck. Chronist, Verfasser der lübischen Ratschronik (Abschnitt bis zum Jahr 1469)                          |           |
| Johannes Bracht († 1487)                     |                           | 1451–1481          | 1481 in den Ruhestand versetzt. |           |
| Hildebrand                                   |                           | 1454               | |           |
| Johannes Arndes                              |                           | 1455–1478          | 1478 wegen Schulden entlassen |           |
| Johan Wunstorp                               | Erfurt                    | 1455–1483          | Chronist, Verfasser der lübischen Ratschronik (Abschnitt 1469 bis 1480) |           |
| Liborius Meyer († nach 1497)                 | Köln                      | 1475/1476          | Von Lübeck benannter Stipendiat der Dwergschen Stiftung. 1478 erstmals Rektor der Universität Rostock.                                                                     |           |
| Peter Schulteti                              | Erfurt                    | 1476/1477          | |           |
| Johannes de Bersenbrugge                     |                           | 1478–1493          | |           |
| Theodericus Brandes                          | Rostock Köln              | 1481–1500          | Sohn des Lübecker Kaufmanns Hermann Brandes. Stipendiat der Dwergschen Stiftung. Chronist.                                                                                 |           |
| Reynerus Holloger                            | Rostock                   | 1483–1492          | Aus Rostocker Ratsfamilie. Protonotar. |           |
| Hartwich Brekewoldt                          | Rostock                   | 1493–1513          | Sohn des Ratsherrn Konrad Brekewoldt. |           |
| Johann Lebrade                               | Rostock                   | 1495               | |           |
| Henning Osthusen († 1530)                    | Erfurt                    | 1496–1513          | Zweiter Ratssekretär. Neffe des Syndicus Johannes Osthusen |           |
| Johannes Rode († 1532)                       | Rostock                   | 1500–1517          | Domherr in Schwerin, Dekan des Lübecker Domkapitels. Erhaltener Figurengrabstein im Dom.                                                                                   |           |
| Bernt Heineman                               | Rostock                   | 1510–1532          | . |           |
| Johann Badendorp                             | Rostock                   | 1514–1517          | |           |
| Paulus van dem Velde                         | Rostock                   | 1517–1529          | |           |
| Ludolf Hawenkel                              | Rostock Wittenberg        | 1519–1521          | |           |
| Bartramus de Rentelen                        | Rostock                   | 1521–1529          | Sohn des Ratsherrn Eberhard von Rentelen. |           |
| Herman Rover                                 | Rostock Greifswald        | 1523–1529          | sp. Hamburger Ratssekretär und Ratsherr |           |
| Lambert Becker († 1562)                      | Rostock                   | 1529–1552          | 1529 Sekretär des Rates, 1544 Protonotar. 1552 Lübecker Ratsherr. |           |
| Andreas Stholp                               | Wittenberg                | 1531–1538          | vorher Ratssekretär in Bremen. |           |
| Johannes Tostede                             |                           | 1535/1536          | Sp. Notar des Lübecker Domkapitels. |           |
| Sebastian Ersam                              |                           | 1537–1569          | |           |
| Herman Boitien                               |                           | 1538–1547          | Sp. Lübecker Ratsschenk und Amtmann in Ritzerau. |           |

### Frühe Neuzeit bis in das 19. Jahrhundert
| Name und Lebensdaten                                                      | Studium                              | Bestellung              | Besonderheiten und Anmerkungen | Abbildung |
| Nicolaus Wulff                                                            | Rostock Wittenberg                   | 1549–1564               | |           |
| Christoph Messerschmidt                                                   | Rostock Wittenberg                   | 1558–1573               | |           |
| Johann Engelstede († 1579)                                                | Rostock Wittenberg                   | 1562–1578               | 1562 Protonotar. 1578 Lübecker Ratsherr. Verstorben auf einer Gesandtschaftsreise zum Hansekontor in Antwerpen.                                                                  |           |
| Jacobus von der Ahe                                                       | Leipzig Wittenberg                   | 1564–1570               | |           |
| Nikolaus Popping                                                          | Wittenberg Rostock                   | 1565–1583               | |           |
| Arnold Bonnus? (1542–1599) nur bei Fehling (1925), nicht bei Bruns (1938) | Rostock                              | 1572–1578               | 1578 in den Rat der Stadt gewählt, 1594 Bürgermeister |           |
| Thomas Rehbein († 1610)                                                   | Rostock Leipzig                      | 1573–1593               | seit 1573 Lübecker Ratssekretär. 1593 Lübecker Ratsherr und Protonotar. Bruder des Chronisten Heinrich Rehbein.                                                                  |           |
| Franciscus Knockert                                                       | Leipzig                              | 1573–1619               | |           |
| Tilemann Kenckel                                                          | Wittenberg                           | 1581–1583               | Sohn des Bremer Bürgermeisters Detmar Kenckel. Gest. auf Gesandtschaftsreise in Wien.                                                                                            |           |
| Werner Starke                                                             | Rostock                              | 1584                    | |           |
| Daniel Frisius                                                            | Rostock                              | 1586–1588               | Protonotar, vorher Professor in Leipzig und Straßburg. |           |
| Petrus Engelbrecht                                                        | Helmstedt Wittenberg Basel           | 1596–1602               | |           |
| Johan Brambach                                                            | Erfurt                               | 1591–1616               | 1617 Präpositur am Dom. 1619 3. Ratssyndicus. |           |
| Thomas Plaß                                                               | Erfurt Helmstedt                     | 1597–1608               | |           |
| Friedrich Popping                                                         | Rostock                              | 1602–1640               | |           |
| Theodor Glazer                                                            | Rostock                              | 1609–1617               | |           |
| Johann Grensin                                                            | Straßburg                            | 1609–1612               | Sohn des Ratsherrn Gerd Grensin |           |
| Johann Feldhusen (1577–1643)                                              | Rostock                              | 1613–1637               | 1613 Ratssekretär, 1634 Protonotar. 1637 Ratsherr in Lübeck. |           |
| Johan Braunjohan                                                          | Helmstedt Köln Rostock               | 1618–1648               | |           |
| Johannes Conradus                                                         | Rostock Königsberg                   | 1627–1648               | |           |
| Hinrich Balemann                                                          | Rostock Angers                       | 1639–1656               | Sohn des Ratsherrn Heinrich Balemann (Ratsherr, 1580), 1652 Comes Palatinus. |           |
| Johann Pöpping (1608–1657)                                                | Königsberg Groningen Orléans         | 1640–1646               | 1646 in den Rat der Stadt gewählt |           |
| Johann Havelandt                                                          | Frankfurt/Oder Wittenberg Rostock    | 1645–1676               | |           |
| Johannes Heinrichs (Jurist)                                               | Rostock                              | 1647–1664               | |           |
| Arnold Isselhorst (1615–1695)                                             | Rostock                              | 1650–1695               | |           |
| Johannes Feldthausen                                                      | Rostock                              | 1657–1671               | Sohn des Ratssekretärs und Ratsherrn Johann Feldhusen |           |
| Johann Siricius (1630–1696)                                               | Straßburg Leiden Gießen              | 1668–1669               | 1669 Ratsherr, 1687 Lübecker Bürgermeister |           |
| Joachim Friedrich Carstens (1632–1701)                                    | Straßburg Basel Genf Orleans Rostock | 1669–1687               | 1687 Ratsherr in Lübeck |           |
| Christoph Siricius                                                        | Rostock Gießen Wittenberg            | 1673–1682               | Bruder der Ratssekretärs, Ratsherrn und späteren Bürgermeisters Johann Siricius                                                                                                  |           |
| Adolf Mattheus Rodde (1655–1729)                                          | Kiel Leipzig Leiden                  | 1682–1701               | 1682 Ratssekretär, 1695 Protonotar. 1701 Ratsherr, 1708 Lübecker Bürgermeister.                                                                                                  |           |
| Gotthard Marquart jun.                                                    | Rostock                              | 1692–1694               | Sohn des Bürgermeisters Gotthard Marquard. |           |
| Joachim Lothar Carstens (1655–1727)                                       | Rostock Königsberg Frankfurt/Oder    | 1694–1715               | 1694 Ratssekretär, 1701 Protonotar. 1715 in den Rat der Stadt erwählt und 1722 deren Bürgermeister.                                                                              |           |
| Daniel Müller (1661–1724)                                                 | Gießen Straßburg                     | 1695–1708               | 1695 wurde er Ratssekretär in Lübeck. 1708 Lübecker Ratsherr und im Rat 1717 zum Bürgermeister bestimmt.                                                                         |           |
| Thomas Friedrich Carstens                                                 | Rostock Königsberg Frankfurt/Oder    | 1702–1734               | Sohn des Syndicus, jüngerer Bruder des Ratssekretärs und Ratsherrn |           |
| Heinrich Balemann                                                         | Altdorf Halle                        | 1702–1717               | 1702 Ratssekretär und 1717 in den Rat erwählt. 1724 Lübecker Bürgermeister. |           |
| Gotthard Arnold Isselhorst                                                | Rostock Jena                         | 1715–1728               | 1728 Ratsherr in Lübeck und 1744 Bürgermeister |           |
| Johann Rodde                                                              | Helmstedt Jena                       | 1717–1720               | |           |
| Georg Heinrich Gercken                                                    | Kiel Jena Leipzig                    | 1718–1735               | 1718 Ratssekretär, 1734 erster Ratssekretär (Protonotar). 1735 Ratsherr der Stadt.                                                                                               |           |
| Johann Friedrich Carstens                                                 | Altdorf Straßburg                    | 1720–1738               | 1720 Ratssekretär, 1735 Protonotar. 1738 Ratsherr, 1750 Bürgermeister. |           |
| Heinrich Diedrich Balemann                                                | Altdorf Halle Utrecht                | 1728–1750               | 1728 Ratssekretär, 1738 Protonotar. Mit dem Tod seines Vaters wurde er 1750 in den Rat der Stadt erwählt und 1761 Bürgermeister.                                                 |           |
| Hermann Adolf le Févre                                                    | Jena Leipzig Straßburg               | 1735–1745               | Sohn des Ratsherrn Adolf Lefèvre. |           |
| Joachim Hinrich Dreyer                                                    | Jena Halle                           | 1735–1745               | Sohn des Bürgermeisters Johann Heinrich Dreyer. |           |
| Johann Arnold Isselhorst                                                  | Rostock                              | 1745–1765               | 1745 Ratssekretär und Registrator in Lübeck, 1750 Protonotar. 1765 Ratsherr, 1781 Bürgermeister der Hansestadt.                                                                  |           |
| Johann Joachim Carstens                                                   | Jena Göttingen                       | 1749–1790               | Sohn des Ratsherrn Johann Friedrich Carstens |           |
| Christian David Evers                                                     | Jena                                 | 1750–1769               | 1769 Syndicus der Hansestadt Lübeck |           |
| Hermann Diedrich Krohn                                                    | Frankfurt/Oder Leipzig               | 1759–1773               | 1759 Ratssekretär. 1773 Ratsherr, 1786 Bürgermeister. |           |
| Nicolaus Henricus Evers                                                   | Jena                                 | 1765–1816               | 1802 nobilitiert. Bruder von Syndicus Christian David Evers. Vater des Bürgermeisters Christian Nicolaus von Evers.                                                              |           |
| Adolph Friedrich Dehns                                                    | Jena Harderwijk                      | 1796–1806               | |           |
| Johann Matthaeus Tesdorpf                                                 | Göttingen                            | 1773–1794               | 1773 Dritter Ratssekretär und Registrator, erhielt zunächst eine Fortbildungsreise nach Wetzlar, Regensburg und Wien bewilligt. 1794 Ratsherr, 1806 Lübecker Bürgermeister.      |           |
| Johann Nicolaus Bünekau                                                   | Kiel Göttingen Straßburg Basel       | 1790–1806               | Ratssekretär. 1806 Ratsherr in Lübeck, trat 1807 aus dem Rat aus. |           |
| Christian Heinrich Lembke                                                 | Jena                                 | 1796–1810 und 1814–1842 | Sohn des Bürgermeisters Gabriel Christian Lembke. 1802 einer der Gründer der Seebadeanstalt Travemünde.                                                                          |           |
| Bernhard Heinrich Frister                                                 | Göttingen                            | 1806–1810 und 1814–1821 | 1806 Zweiter Ratssekretär, 1818 Erster Ratssekretär. 1821 Ratsherr, 1833 Lübecker Bürgermeister,                                                                                 |           |
| Nicolaus Binder                                                           | Tübingen Göttingen Heidelberg        | 1809–1810               | 1823 wurde er in den Hamburger Rat gewählt und war vor allem als Polizeiherr tätig. 1855 wurde er zum ersten Mal innerhalb des Hamburger Rates zum Ersten Bürgermeister gewählt. |           |
| Karl Ludwig Roeck                                                         | Heidelberg Dijon                     | 1814–1832               | 1832 Lübecker Ratsherr, 1855 Lübecker Bürgermeister, 1864 Gedenkmünze Bene Merenti                                                                                               |           |
| Matthias Sievers                                                          | Heidelberg Dijon Göttingen           | 1817–1825               | 1817 Ratssekretär, 1825 Ratsherr. |           |
| Carl Hermann Gütschow                                                     | Göttingen Jena                       | 1821–1850               | |           |
| Ludolph Heinrich Kindler                                                  | ohne Universitätsabschluss           | 1825–1851               | Sohn des Bürgermeisters Christian Heinrich Kindler |           |
| Eduard Balthasar Winckler                                                 | Göttingen                            | 1833–1871               | 1854 erster Senatssekretär |           |
| Martin Nicolaus Christian Wunderlich                                      |                                      | 1843–1854               | |           |

### Senatssekretäre von der Senatsverfassung 1849 bis zur Gleichschaltung 1933
Auswahl in der Wikipedia vorhandener Artikel. Das Amt des Senatssekretärs wurde 1854 neu geschaffen.
| Name und Lebensdaten       | Studium                    | Bestellung    | Besonderheiten und Anmerkungen | Abbildung |
| Christian Theodor Overbeck |                            | 1850–1870     | 1850 Zweiter Senatssekretär. 1870 Senator der Hansestadt Lübeck |           |
| Johann Georg Eschenburg    |                            | 1871–1885     | 1871 Erster Senatssekretär. 1885 Senator in Lübeck. 1905/1906, 1909/1910 und 1913/14 war Eschenburg drei Mal Bürgermeister von Lübeck.                                                                         |           |
| Eduard Hach                |                            | 1871–1917     | 1871 Zweiter Senatssekretär, 1885 Erster Senatssekretär (Protonotarius) |           |
| Wilhelm Brückner           |                            | 1905/1906     | 1910 bis 1912 Erster Bürgermeister der Stadt Schleswig und von 1915 bis 1917 Vorstandsvorsitzender des Schweriner Bürgerausschusses. 1921 bis 1923 Staatsminister der Justiz im Freistaat Mecklenburg-Schwerin |           |
| Johannes Kretzschmar       |                            | 1907–1932     | Erste Facharchivar am Archiv der Hansestadt Lübeck. |           |
| Paul Geister               |                            | 1909-192?     | 1926 ehrenamtlicher Senator |           |
| Friedrich Wilhelm Lange    | Rostock, Erlangen, Leipzig | vor 1918–1919 | 1919–1933 Staatsrat |           |